# Dubrowicy (obwód moskiewski)
Dubrowicy (ros. Дубровицы) – osiedle w Rosji, w obwodzie moskiewskim, w okręgu miejskim Podolska. W 2010 liczyło 3362 mieszkańców.

## Urodzeni
- Wiaczesław Zabałujew